# ماريان يونسكو
ماريان يونسكو (بالرومانية: Marian Ionescu)‏ هو مخترِع وجراح روماني، ولد في 21 أغسطس 1929.